# Rebecca Strong
Rebecca Strong (23 de agosto de 1843 - 24 de abril de 1944) fue una enfermera inglesa, pionera en la formación preliminar en la Enfermería.

## Primeros años y educación
Rebecca Strong (apellido de soltera: Thorogood) nació en Aldgate (Londres) el 23 de agosto de 1843; su padre era dueño de la taberna Blue Boar Inn. Se casó joven, tuvo una hija y enviudó a los veinte años.
Luego del fallecimiento de su esposo, Strong decidió emprender una carrera como enfermera y fue aceptada como una de las primeras practicantes en la Escuela de Enfermería y Matronería dirigida por Florence Nightingale en el hospital Saint Thomas en 1867. Continuó su preparación en el hospital de Winchester antes de trasladarse al hospital de Netley como parte del equipo de enfermeras seleccionadas para dicha institución.

## Carrera
Strong fue matrona en la Enfermería Real de Dundee en 1874. Durante su permanencia en la clínica, mejoró las condiciones del lugar, que, un año atrás, estaba en una mala situación.
En 1879 ocupó ese puesto en la Enfermería Real de Glasgow gracias a Florence Nightingale, donde tenía como encargo controlar que las enfermeras tuvieran su descanso. Excepto por un período entre 1885 y 1891, cuando dirigió su propia enfermería, permaneció en dicha ciudad hasta su retiro en 1907. En 1895, en aquella institución, inició la primera escuela de capacitación para enfermeras basado en el modelo de Nightingale; sus métodos luego fueron adoptados para la profesión. En 1909, creó la Scottish Nurses' Association, para que todas las enfermeras tuvieran el mismo registro en Escocia y en 1926 colaboró con la fundación del British College of Nurses, junto a Ethel Gordon Fenwick, con el propósito de convertir la carrera en un curso universitario. En 1929, cuando tenía alrededor de 85 años, asistió al Consejo Internacional de Enfermería en Montreal.
Strong defendía el sufragio femenino y la igualdad de oportunidades educativas para varones y mujeres.

## Reconocimientos y muerte
Mientras vivió en Edimburgo (de 1930 a 1939), sus admiradores solicitaron que se le concediera la Orden del Imperio Británico. En 1939, durante la entrega de honores de Año Nuevo recibió la distinción de Oficial.
En su centésimo cumpleaños, en 1943, el rey Jorge IV y la reina le enviaron un telegrama para felicitarla por sus destacados servicios a la profesión de la enfermería. La reina María le envió una carta y un retrato firmado por ella misma. Recibió también los reconocimientos de la Sociedad Nightingale, de la Enfermería Real de Glasgow y el Club de Enfermeras de Escocia.
Strong falleció a los cien años, el 26 de abril de 1944 en Vicars Cross (Cheshire), donde había vivido desde 1941.